# Strymon frigidior
Strymon frigidior är en fjärilsart som beskrevs av Ruggero Verity 1926. Strymon frigidior ingår i släktet Strymon och familjen juvelvingar. Inga underarter finns listade i Catalogue of Life.